# Elassochirus tenuimanus
Elassochirus tenuimanus är en kräftdjursart som först beskrevs av James Dwight Dana 1851.  Elassochirus tenuimanus ingår i släktet Elassochirus och familjen eremitkräftor. Inga underarter finns listade i Catalogue of Life.